# Granatnik RG-6
RG-6 (rucznyj granatomiot 6-zarjadnyj, Mini Grad, indeks 6G30, Lawina) – rosyjski sześciostrzałowy granatnik rewolwerowy kalibru 40 mm.

## Historia konstrukcji
W 1993 roku konstruktorzy tulskiego CNIKB 500 (Cientralnoje Nauczno-Isliedowatielskije Konstruktorskoje Biuro Sportiwnogo i Ochotnicziego Orużija – ros. Centralne Naukowo-Badawcze Biuro Konstruktorskie Broni Sportowej i Myśliwskiej) otrzymali od rosyjskiego Ministerstwa Obrony zlecenie na opracowanie granatnika rewolwerowego. Miał on uzupełnić będące w uzbrojeniu granatniki podlufowe GP-25, GP-30, GP-34 i automatyczne AGS-17 oraz AGS-30.
Nowy granatnik zaprojektował siedmioosobowy zespół, w którym wiodącą rolę odgrywali W.N. Tieliesz i B.A. Borzow. Pierwsze prototypy granatnika testowano w pierwszym kwartale 1994 roku. Dwa egzemplarze przekazano do testów jednostkom walczącym w Czeczenii, gdzie zdobyły w następnych latach przydomek Mini-Grad (BM-21 Grad to rosyjska wyrzutnia niekierowanych pocisków rakietowych kalibru 122 mm).
Nowy granatnik zaprezentowano publicznie po raz pierwszy w 1995 roku na targach „Politech-95”. Armia rosyjska ostatecznie nie wprowadziła granatnika RG-6 do uzbrojenia (prawdopodobnie z powodów finansowych), ale został on kupiony w ilości kilkuset sztuk przez rosyjskie MSW. 
Granatnik jest produkowany przez „Tułamaszzawod” oraz (na licencji) przez bułgarskie zakłady „Arsenał” (pod nazwą „Lawina”)

## Opis konstrukcji
Granatnik „RG-6” jest sześciostrzałową powtarzalną bronią zespołową. Granaty kalibru 40 mm są wystrzeliwane z sześciu krótkich luf (identycznych jak lufy granatników GP-25). Lufy są ładowane odprzodowo po odchyleniu o 120 stopni przedniej pokrywy. Podczas ładowania kolejnych luf obraca się bęben, co powoduje napięcie sprężyny obracającej bęben w czasie prowadzenia ognia. W przedniej pokrywie osadzona jest rura chroniąca dłoń strzelca przed poparzeniem (nie jest to lufa). Od spodu zamocowany jest do niej chwyt przedni, a od góry przyrządy celownicze. Od tyłu bęben osłania pokrywa, do której umocowana jest oś bębna. Tylna pokrywa zamocowana jest na ramie granatnika. Do ramy jest zamocowany mechanizm spustowy DAO identyczny jak w granatniku GP-25. Naciśnięcie spustu powoduje napięcie i zwolnienie kurka. Po strzale bęben automatycznie obraca się o 60 stopni. Granatnik wyposażony jest w wysuwaną kolbę teleskopową.

## Dane taktyczno-techniczne
| Wzór                                         | RG-6    |
| Kaliber (mm)                                 | 40      |
| Masa broni niezaładowanej (kg)               | 5,60    |
| Długość broni z kolbą złożoną/rozłożoną (mm) | 520/680 |
| Długość lufy (mm)                            | 120     |
| Szybkostrzelność praktyczna (strz/min)       | 12–15   |
| Zasięg efektywny(m)                          | 40–400  |

| Wzór                           | WOG-25    | WOG-25P                | GRD-40 | „Gwóźdź”                 |
| Rodzaj granatu                 | odłamkowy | odłamkowy (podskokowy) | dymny  | obezwłądniejący (gaz CS) |
| Kaliber (mm)                   | 40        | 40                     | 40     | 40                       |
| Długość pocisku (mm)           | 105       | 119                    | ?      | ?                        |
| Masa pocisku (g)               | 255       | 270                    | ?      | ?                        |
| Masa materiału wybuchowego (g) | 48        | 37                     | -      | -                        |
| Promień rażenia odłamków (m)   | 5–6       | 6                      | -      | -                        |